# Wiley-VCH
Wiley-VCH — німецьке видавництво, яке належить John Wiley & Sons. Видавництво засновано у 1921 році як Verlag Chemie (що означає «Хімічна преса»: VCH означає Verlag Chemie) двома німецькими науковими товариствами, які пізніше об'єднались в Товариство німецьких хіміків (GDCh). У 1991 році VCH придбала Akademie Verlag. З 1996 року він належить John Wiley & Sons. Гуманітарний відділ Akademie Verlag і бренд Akademie були продані в 1997 році R. Oldenbourg Verlag, тоді як VCH зберіг каталог природничих наук.